# برنج‌ماهی
برنج‌ماهی (نام علمی: Chologaster cornuta) نام یک گونه از تیره کورماهیان است.